# Philodromus utotchkini
Philodromus utotchkini là một loài nhện trong họ Philodromidae.
Loài này thuộc chi Philodromus. Philodromus utotchkini được Yuri M. Marusik miêu tả năm 1991.